# 吳燕和
吳燕和（1940年—），是一位出身臺灣的人類學者。

## 生平
1940年，吳燕和出生於北平。稍後，他隨雙親返回原鄉南投。
後來，因父親吳坤煌入獄，他寓居於廣東籍人士家中。
1958年，他進入中央研究院（以下簡稱「中研院」）民族學研究所籌備處擔任研究院技佐，跟隨所長淩純聲工作。後來，他就讀於國立臺灣大學考古人類學系，並在1963年畢業。此後，他參加中研院各種民族學田野計畫，前往臺灣高山裡各部落對各族進行調查。
1966年，他前往夏威夷大學研究院攻讀文化與心理人類學，並在1969年獲人類學博士候選人資格。但是，他隨即轉往澳洲國立大學擔任研究人員，並與同是人類學者的妻子王維蘭（1942年-2007年）赴巴布亞紐幾內亞田野調查三年，獲澳洲國立大學頒予人類學博士學位。
1974年，他開始在夏威夷大學東西方中心主持多項太平洋區域跨國合作計畫（包括中、美、東亞和東南亞各國），探討精神衛生、傳統醫藥、兒童社會化、海外華人文化與族群關係、亞太各國少數民族文化政策等議題。後來，他又應香港中文大學聘請，前往主持其人類學系所。後來，他又在中國，日本，臺灣等地進行多種田野調查，研究當代飲食文化之跨國比較，特別是日本料理與中華料理的全球化問題。

## 外部鏈結
- 吳燕和 - 中央研究院民族學研究所 （页面存档备份，存于）
- 威權時代中多元論述的星火-1950s~1970s臺灣人類學者與原住民研究 （页面存档备份，存于）